# Chukwudiebere Maduabum
Chukwudiebere Chu Maduabum (Lagos, 19 de marzo de 1991) es un baloncestista nigeriano que pertenece a la plantilla del Passlab Yamagata Wyverns de la B.League japonesa. Con 2,06 metros de estatura, juega en la posición de ala-pívot. 

## Trayectoria deportiva

### NBA-D-League y NBA
Tras sus comienzos en el baloncesto en equipos de su país, los Dodan Warriors y los Kano Pillars, en marzo de 2011 ficha por los Bakersfield Jam de la NBA D-League. Allí jugó 3 partidos, anotando una única canasta de cuatro intentos en los 21 minutos de los que dispuso.
A pesar de ello, fue elegido en la quincuagésimo sexta posición del Draft de la NBA de 2011 por Los Angeles Lakers, pero sus derechos fueron traspasados esa misma noche a los Denver Nuggets, equipo que desestimó su fichaje. Fue readquirido en enero de 2012 por los Jam, pero solo disputó un partido, debido a una lesión, tras la cual fue despedido.
En el mes de julio de 2012 disputó con los Nuggets las Ligas de Verano de la NBA, jugando en tres partidos, en los que promedió 2,3 puntos y 2,7 rebotes.

### Otras ligas
En enero de 2013 fichó por el Al-Shamal SC de Catar, donde promedió 9,4 puntos, 8,5 rebotes, 3,6 tapones y 1,0 asistencias en ocho partidos. En noviembre de ese mismo año fichó por el BC Tallinna Kalev de la liga de Estonia, aunque dejó el equipo en diciembre tras disputar sólo cinco partidos, en los que promedió 5,0 puntos y 4,0 rebotes.
En enero de 2014 fichó por el Khasiin Khuleguud de Mongolia, donde disputó el All-Star y ganó el título de liga.
Volvió esporádicamente a la D-League en noviembre de 2014, al fichar por los Fort Wayne Mad Ants, jugando cuatro partidos en los que promedió 4,8 puntos y 4,0 rebotes. Ya en enero de 2015 regresó al BC Tallinna Kalev estonio, donde acabó la temporada promediando 7,6 puntos y 5,1 rebotes por partido.
En agosto de 2015 fichó por el Keflavík ÍF de la Domino's League islandesa, y al mes siguiente se marchó al Tampereen Pyrintö de la Korisliiga finesa, donde jugó ocho partidos, promediando 2,1 puntos y 3,4 rebotes, pasando también por el segundo equipo del club.
Regresó posteriormente a la liga de Mongolia, hasta que en septiembre de 2016 fichó por el Kagoshima Rebnise de la B.League japonesa.